# Millettia decipens
Millettia decipens är en ärtväxtart som beskrevs av David Prain. Millettia decipens ingår i släktet Millettia och familjen ärtväxter. Inga underarter finns listade i Catalogue of Life.